# Alchemilla integribasis
Alchemilla integribasis är en rosväxtart som beskrevs av Sergei Vasilievich Juzepczuk. Alchemilla integribasis ingår i släktet daggkåpor, och familjen rosväxter. Inga underarter finns listade i Catalogue of Life.